# Gestione digitale del colore
La gestione digitale del colore è il trattamento delle immagini digitali che consente di mantenere il loro colore su qualunque periferica (monitor, stampante, macchina da stampa) attraverso un software detto CMS (Color Management System).
Il principio generale, comune alle varie tecnologie di gestione digitale del colore, consiste nell'assegnare ad ogni periferica (fotocamera, scanner, monitor, stampante) un cosiddetto profilo di colore che ne indica le caratteristiche cromatiche. I profili possono essere realizzati dai produttori (tramite una fase di calibrazione) o è l'utente stesso che provvede a crearli tramite appositi programmi e appositi strumenti (colorimetri e spettrofotometri).
Ad ogni immagine prodotta da uno scanner o da una fotocamera digitale viene associato il profilo colore della periferica che associa alle coordinate di periferica (RGB) le relative coordinate cromatiche (XYZ o Lab). Quando l'immagine viene inviata ad un monitor o ad una stampante il sistema di gestione di colore calcola una conversione di colore tra il profilo dell'immagine e il profilo della periferica di uscita in modo che le coordinate colorimetriche dei colori di ingresso corrispondano alle coordinate colorimetriche della periferica di uscita. In questo modo i colori originali e quelli dell'immagine stampata o visualizzata corrispondono.
Esistono due principali tecnologie aperte di gestione digitale del colore: quella dell'International Color Consortium (ICC) e quella di Adobe PostScript, chiamata PostScript Color Management (PCM).
Nei sistemi operativi Mac OS e macOS la gestione del colore secondo le specifiche ICC è demandata al sottosistema ColorSync.
Nei sistemi operativi Microsoft Windows fino a Windows XP la gestione del colore secondo le specifiche ICC era demandata al sottosistema ICM (Image Color Management della Heidelberg); da Windows Vista in poi è affidata a Windows Color System (WCS), mentre nei sistemi basati sul kernel Linux, la gestione del colore è data dal Linux color management.